# Grosser Diamantstock
Der Grosse Diamantstock (3162 m ü. M.) ist ein durch drei ausgeprägte Grate gekennzeichneter Berg im Grimselgebiet des Berner Oberland.

## Lage und Umgebung
Der Berg trennt das Bächlital vom Gruebental mit seinem Ostgrat, an dessen anderem Ende, durch die Undri Bächli-Licken (deutsch: untere Bächlilücke) unterbrochen, sein Gegenüber, der Chlyne (Klein) Diamantstock (2839 m ü. M.) steht. Der kürzere SSW-Grat führt zur Obri Bächli-Licken, wo ein Übergang zum Gauligletscher möglich ist, und schliesslich weiter zum Bächlistock (3246 m ü. M.).
Unterhalb des Diamantstock befindet sich das Plateau des Bächligletscher, der dort auf gut 2500 m im Sommer fast vollständig ausapert; gute Firnverhältnisse finden sich allerdings beim Aufstieg zur Fellenberglicken, wo man zum Unteraargletscher und weiter zum Grimselsee absteigen kann.

## Routen
Der Diamantstock wie auch das ganze Bächlital, durch welches er bevorzugt bestiegen wird, gelten als gutes Klettergebiet. Der langgezogene Ostgrat ist reine Felskletterei im IV. Grad und ist an den Schlüsselstellen mit Bohrhaken ausgerüstet; allerdings tun ein paar Nuts und Friends in verschiedenen Grössen gute Dienste.
Ostflanke und Südwestgrat
- Schwierigkeit: WS  (Frz. Skala: PD)
- Zeitaufwand: 3–4 Stunden
- Ausgangspunkt: Bächlitalhütte (2328 m ü. M.)
- Talort: Räterichsboden (1782 m ü. M.)

Ostgrat
- Schwierigkeit: ZS+, IV  (Frz. Skala: AD+; mit IV. UIAA-Grad Felskletterei)
- Zeitaufwand: 4½-5 Stunden
- Ausgangspunkt: Bächlitalhütte
- Talort: Räterichsboden

## Bilder

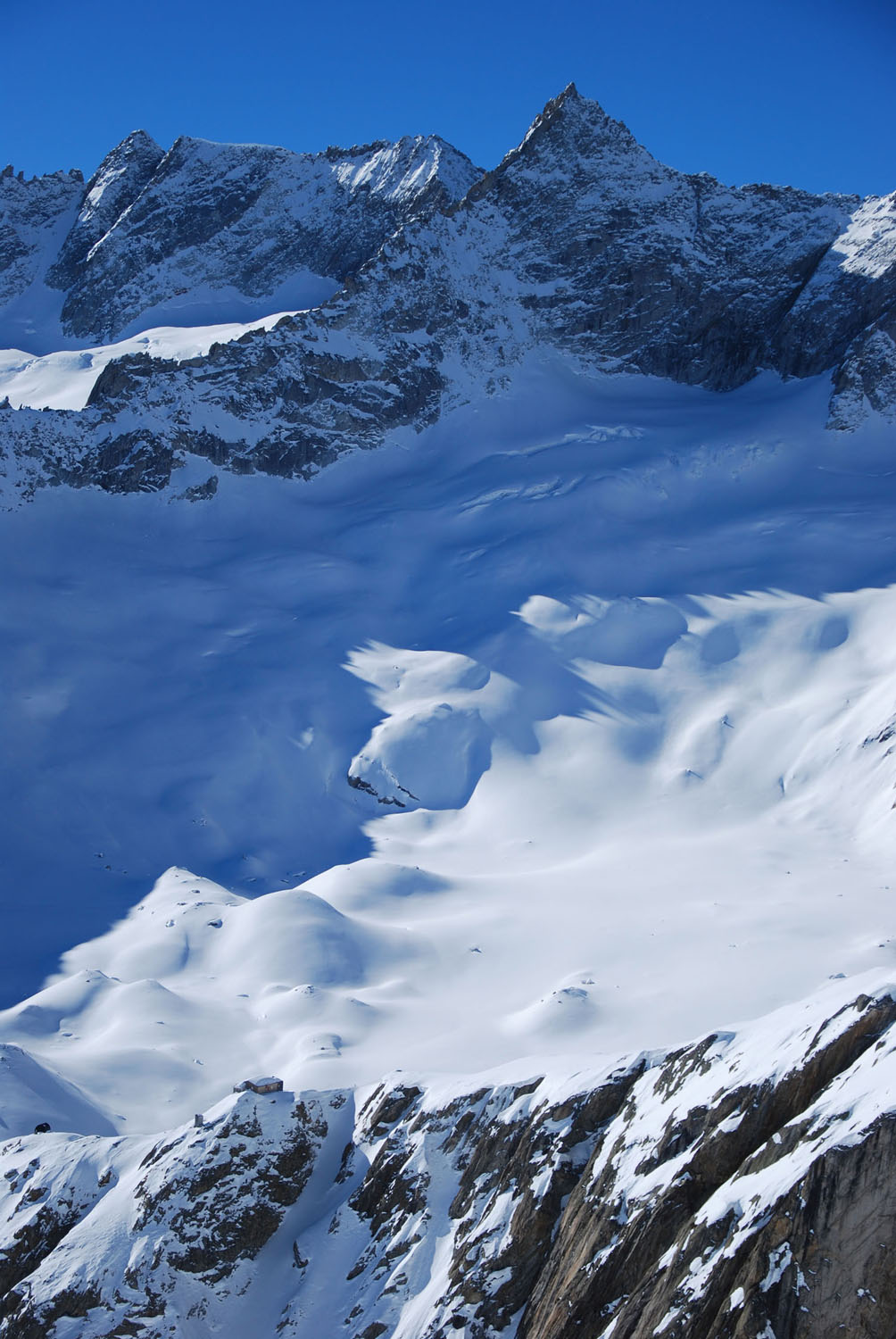
Mit Gruebenhütte und Gruebengletscher
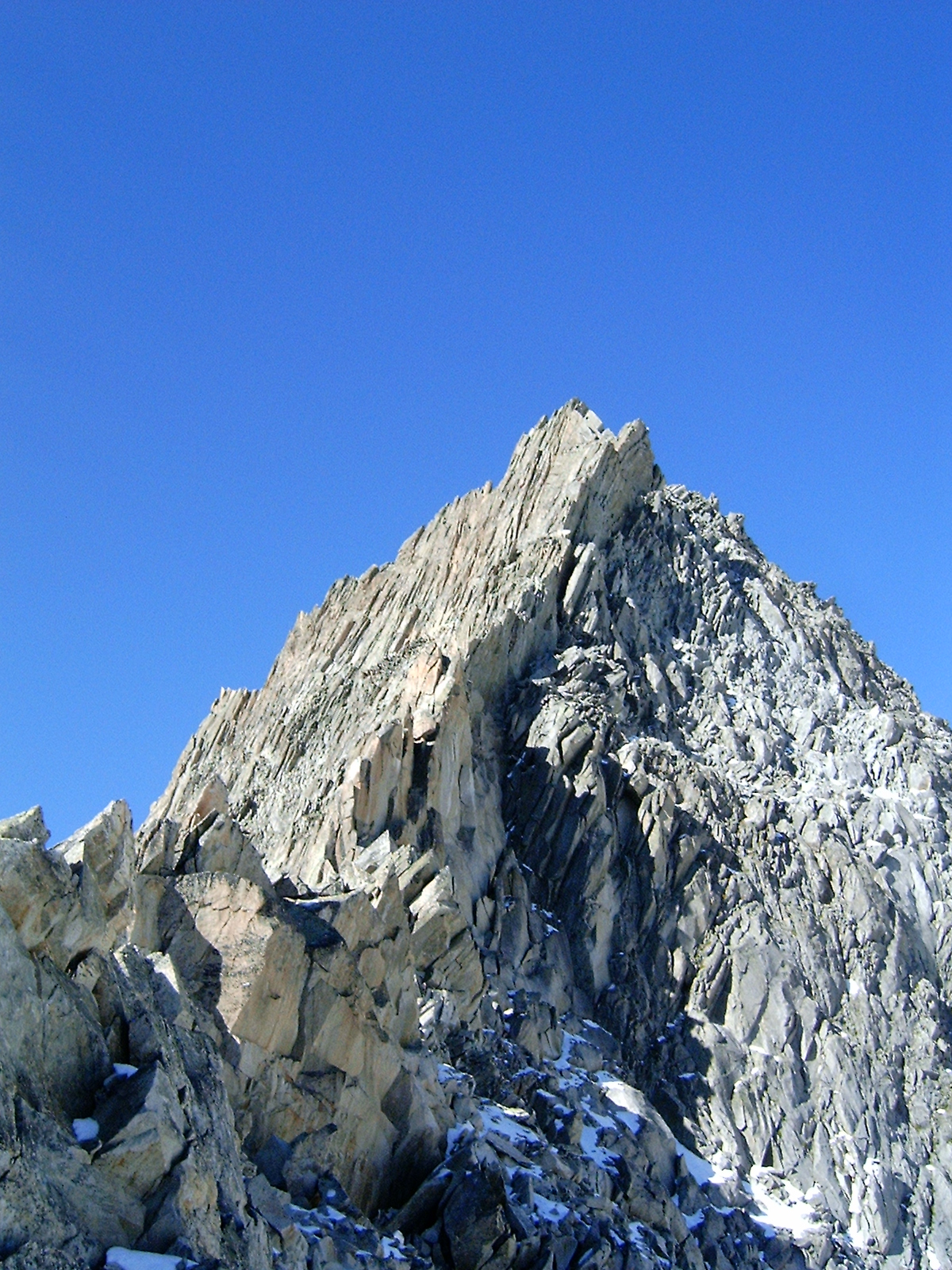
Im Ostgrat auf dem Weg zum Gipfel
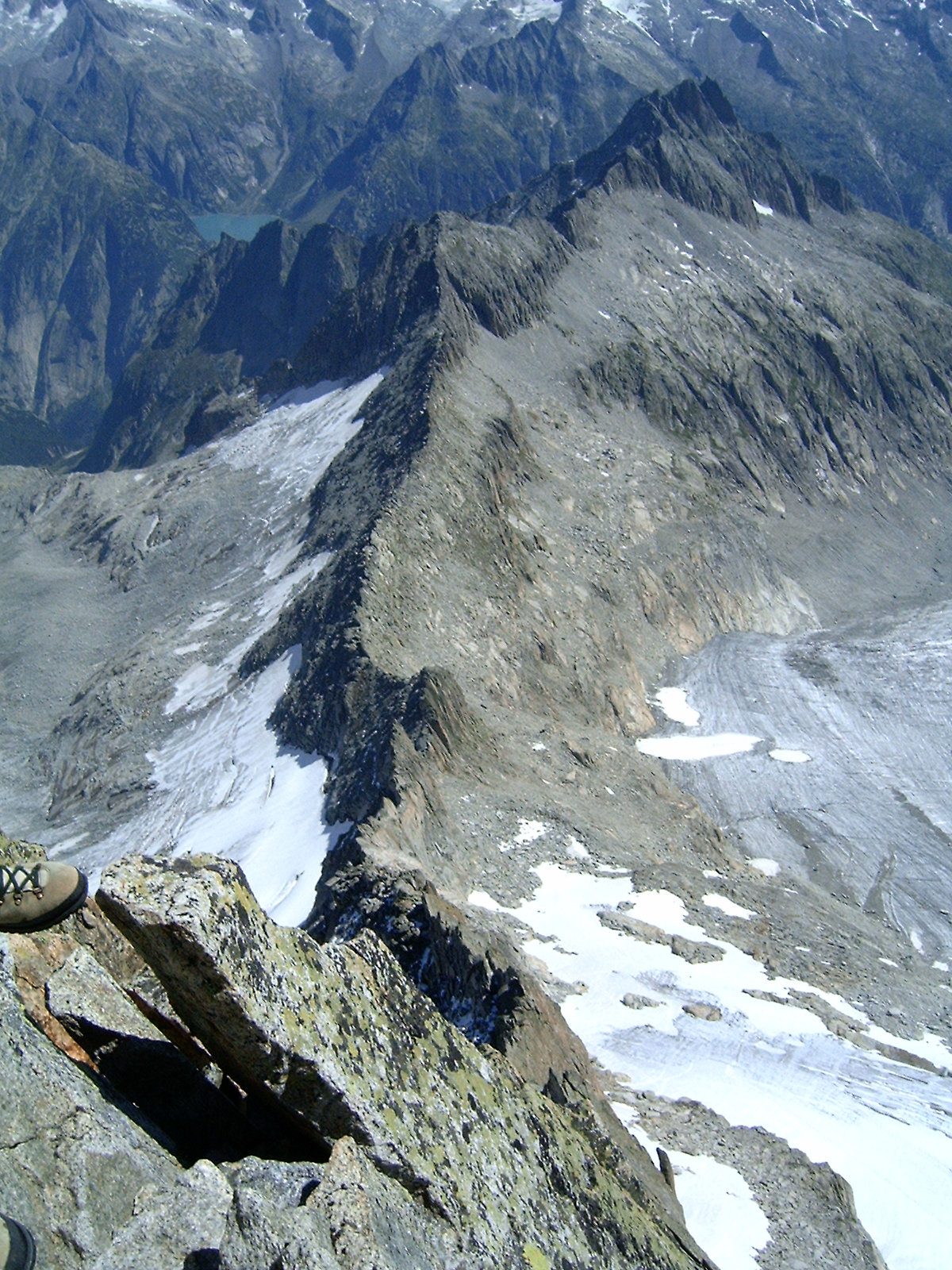
Diamantstock Ostgrat vom Gipfel aus betrachtet